# Armprothese
Een armprothese  of kunstarm is een prothese voorziening, samengesteld uit onderdelen of componenten, bedoeld om in functie, gebruik, uiterlijk (of een combinatie hiervan) een niet (meer) bestaande oorspronkelijke arm of gedeelte daarvan te vervangen.

## Oorzaken
Het geheel of gedeeltelijk afwezig zijn van een arm kan het gevolg zijn van een aangeboren afwijking of een operatieve ingreep. De aanleiding voor een operatieve ingreep kan een aandoening (zoals kanker, post-traumatische dystrofie) of een trauma zijn. Men spreekt van een armamputatie als een deel van de arm of het hele ledemaat verwijderd is. Indien er geen amputatie door een bot maar door het gewricht heeft plaatsgevonden, spreekt men van een ex-articulatie. Voorbeelden van een ex-articulatie zijn een polsex-articulatie of elleboogex-articulatie. Een kunstarm of armprothese vervangt het ontbrekende gedeelte van de arm en geeft hiermee de gebruiker gedeeltelijk zijn vermogen tot grove en soms ook fijnere handelingen terug. Ook kan een armprothese een cosmetisch doel hebben.

## Soorten armprotheses
Er zijn verschillende soorten armprotheses, al naargelang het amputatieniveau van de arm:
1. vingerprothese
2. handprothese
3. polsex-articulatieprothese
4. onderarmprothese
5. elleboogex-articulatieprothese
6. bovenarmprothese
7. schouderex-articulatieprothese

## Aanmeten van de prothese
Zodra na de amputatie de armstomp voldoende is hersteld en stabiel is van volume, wordt een prothese aangemeten. Hiervoor bestaan verschillende methodes. De meestgebruikte methode is het gebruikmaken van een gipsafdruk. Van het gipsmodel wordt een koker gemaakt waar de stomp goed in past. Tussen stomp en koker kan een stompkous gedragen worden als bescherming, in de vorm van een katoenen kous; of een siliconen- of gelkous, ook wel "liner" genoemd. Aan de liner kan de prothese bevestigd worden met een vacuüm- of penverbinding. Ook kan er zonder een liner gewerkt worden. Dan blijft de prothese op zijn plaats door middel van vacuüm of ophanging boven benige gedeelten in de arm (zoals de botjes van de elleboog). De koker wordt vastgemaakt aan de verdere componenten van de armprothese zoals een draaibare hand of een scharnierende elleboog. Het geheel wordt zodanig afgesteld, dat de gebruiker de arm goed kan bedienen zonder pijn of andere ongemakken.

## Prothesehand
Er kan sprake zijn van een functionele en/of cosmetische hand. Ook kan gekozen worden voor een functionele haak. Met een haak kunnen voorwerpen worden gemanipuleerd of opgepakt. Een prothesehand kan voor verschillende functies worden uitgerust. Er kan bijvoorbeeld gekozen worden voor een hand met rotatiemogelijkheid. Hierbij kan met behulp van de andere hand de kunsthand in verschillende posities worden gezet. De kunsthand kan ook voorzien worden van een grijpfunctie waarmee voorwerpen vastgepakt kunnen worden. Dit kunnen redelijk kleine voorwerpen zijn zoals een pen of een rits van een jas.

## Bediening hand- en armfuncties

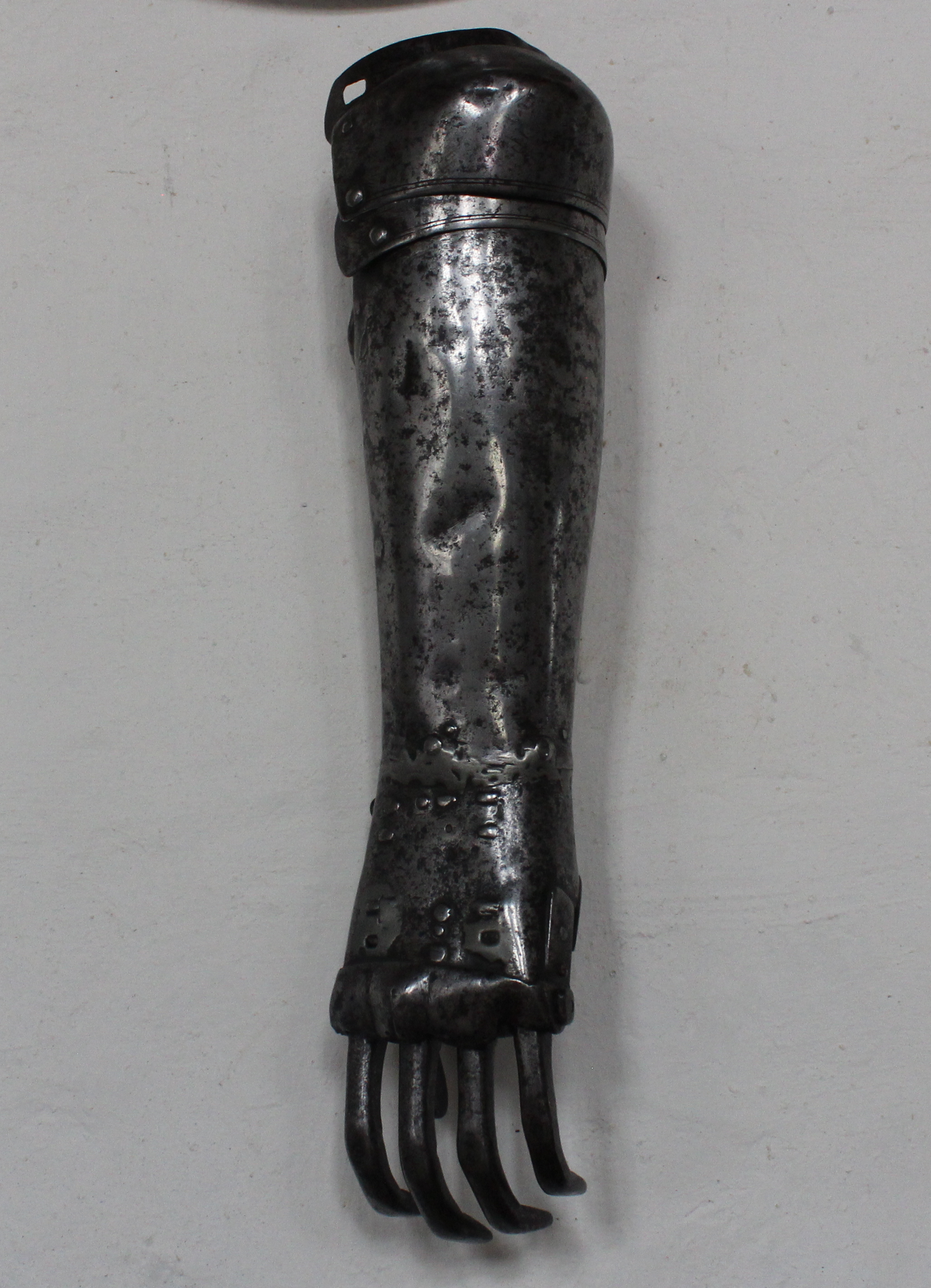
Kunstarm, c 1550-1600 uit Duitsland of Frankryk, (Cotehele House, Engeland)

De aansturing van hand- en armfuncties kan op verschillende manieren gebeuren:
- lichaamsbekrachtigd: door trekdraden aan de armprothese die via bandages tussen de schouders lopen. Door de schouderbladen van elkaar af te bewegen en weer terug, kan de grijpfunctie in de hand bediend worden. Een robuust, trefzeker systeem dat op eigen lichaamskracht werkt en dus goed te doseren is. Er is oefening nodig om het systeem met succes te kunnen bedienen. Nadelen van een lichaamsbekrachtigde prothese zijn de beperkte kracht die geleverd kan worden en de zichtbaarheid van bandages door de kleding.
- myo-elektrisch: een gecontroleerde spiersamentrekking wekt een elektrische spanning op die via een elektrode op de huid wordt versterkt en overgebracht naar een controlecentrum. Dit stuurt de elektrische onderdelen (zoals het motortje) van de prothese aan. Men kan dus met een gecontroleerde spierbeweging in bijvoorbeeld de bovenarm de grijpfunctie van de prothesehand regelen. Ook de draaifunctie is mogelijk, al dan niet gecombineerd met de grijpfunctie. Voor dit systeem is een goede spiercontrole, voldoende spiertonus (elektrisch signaal) en oefening nodig. Met de myo-elektrische technologie is het ook mogelijk om een elleboogscharnier aan te sturen bij een bovenarmprothese. De motortjes en batterijen die nodig zijn voor de besturing zorgen voor extra gewicht van de kunstarm. Een nadeel van een myo-elektrische prothese is dat er storingen kunnen optreden in de elektrische onderdelen van de arm. Deze is namelijk gevoelig voor straling van andere voorwerpen in de omgeving zoals mobiele telefoons en alarmpoortjes. Een ander nadeel van een myo-elektrisch prothese is de hoge aanschafprijs en het extra gewicht.
- passief: door het inzetten van de andere hand wordt de prothese bestuurd. Bijvoorbeeld het openen van de hand of het buigen van de elleboog. Een nadeel hiervan is dat de prothese hand niet onafhankelijk van de andere hand bediend kan worden. Het is wel een goedkoop systeem en eenvoudig te bedienen.

## Training en toepassing
Zodra de prothese klaar is, wordt deze gepast en afgesteld. Voor een goede bediening van de armprothese volgt een periode van intensief oefenen, waarbij de ergo- en fysiotherapeut een belangrijke rol spelen. Dit gebeurt gewoonlijk in een revalidatiecentrum.
In de praktijk blijkt dat een armprothese niet altijd wordt gebruikt omdat mensen met het resterende ledemaat erg handig zijn en de prothese nooit alle functies van een volledige arm kan overnemen. Soms wordt een armprothese alleen bij bepaalde gelegenheden gedragen waarbij men voornamelijk kiest voor een cosmetisch natuurlijker lichaamsbeeld. Een armprothese kan wel een grote toegevoegde waarde hebben voor het symmetrisch werken en daardoor lichamelijke klachten (zoals rug- en nekklachten) helpen te voorkomen.